# سیتیوئات
سیتیوئات (به انگلیسی: Cythioate) یک ترکیب شیمیایی با شناسه پاب‌کم ۸۲۹۳ است.